# Діскаверер-28
Діскаверер-28 (англ. Discoverer 28 — відкривач), інші назви КейЕйч-2 7 (англ. KH-2 7), КейЕйч-2 9021 (англ. KH-2 9021), Корона 9021 (англ. CORONA 9021) — сьомий американський розвідувальний супутник серії КейЕйч-2 (англ. KH-2, Key Hole — замкова шпарина), що запускались за програмою Корона. Останній космічний апарат серії КейЕйч-2. Невдалий запуск.
Діскаверер-28 мав чорно-білу панорамну фотокамеру з низькою роздільною здатністю і спускну капсулу для повернення відзнятої плівки.

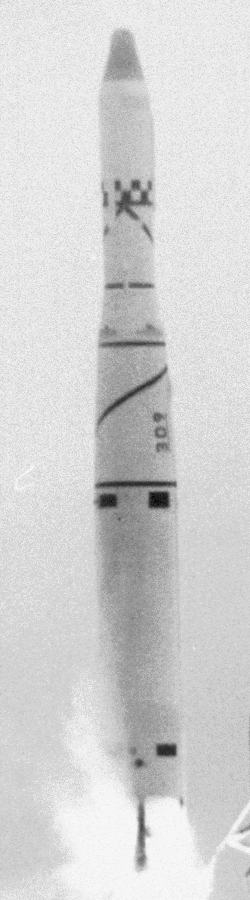
Запуск ракети-носія Тор-Аджена-Бі з Діскаверером-28

## Опис
Апарат у формі циліндра довжиною приблизно 6 м і діаметром 1,5 м було змонтовано у верхній частині ступеня Аджена-Бі. Апарат мав панорамну фотокамеру з низькою роздільною здатністю (9 м) і з фокусною відстанню 61 см, телеметричну систему, плівковий магнітофон, приймачі наземних команд, сканер горизонту. Зображення мали записуватись на плівку шириною 70 мм. Живлення мали забезпечувати нікель-кадмієві акумулятори. Орієнтація апарата мала здійснюватись газовими двигунами на азоті.
У верхній частині апарата розташовувалась капсула ЕсЕрВі-512 (англ. SRV 512) діаметром 84 см довжиною 69 см. Капсула мала відсік для відзнятої фотоплівки, відсік для експериментального обладнання, парашут, радіомаяк, твердопаливний гальмівний двигун. Капсулу мав упіймати спеціально обладнаний літак Сі-119 під час спуску на парашуті, у випадку невдачі капсула могла недовго плавати на поверхні океану, після чого тонула, щоб уникнути потрапляння секретного вмісту до ворожих рук.

## Запуск
4 серпня 1961 року в 00:01 UTC ракетою-носієм Тор-Аджена-Бі з бази Ванденберг було запущено Діскаверер-28. Внаслідок збою в системі управління другим ступенем апарат не вийшов на орбіту і впав у Тихий океан.